# Lijst van burgemeesters van Aalst (Gelderland)
Dit is een lijst van burgemeesters van de voormalige Nederlandse gemeente Aalst in de provincie Gelderland.

Deze gemeente omvatte het dorp Aalst en heeft bestaan van 1811 tot en met 1818. Voor en na die tijd was het onderdeel van de Gelderse gemeente Zuilichem.
| Ambtsperiode | Naam burgemeester | Partij of stroming | Bijzonderheden                                        |
| ------------ | ----------------- | ------------------ | ----------------------------------------------------- |
| 1811 - 1812  | W.A. Versteegh    |                    | In dezelfde periode tevens burgemeester van Zuilichem |
| 1812 - 1818  | C.P. Klop         |                    |                                                       |